# Fôret de Retz
Het Forêt de Retz is een bosgebied in het Franse departement Aisne.
Het bos is 13.339 hectare groot en gelegen op minimaal 79 meter boven de zeespiegel. Het hoogste punt ligt op 421 meter hoogte. Het Forêt de Retz werd in de 12de eeuw eigendom van de graven van Valois. Het gebied strekte zich in die tijd uit van Retheuil, Chaudin en Buzancy tot aan de rivier de Marne. In de middeleeuwen werd het bos kleiner doordat delen werden ontgonnen ten behoeve van de landbouw. 
In 1214 voegde Filips II van Frankrijk het bos toe aan het koninklijk domein. In 1499 kwam het bos onder apanage van Frans I van Frankrijk. Hij liet er in de 16de eeuw ook het jachtkasteel van Villers-Cotterêts bouwen, dat sinds 2023 onderdak biedt aan de Cité internationale de la langue française. Na de Franse Revolutie werd het een staatsbos ('forêt domaniale').

Afbeeldingen
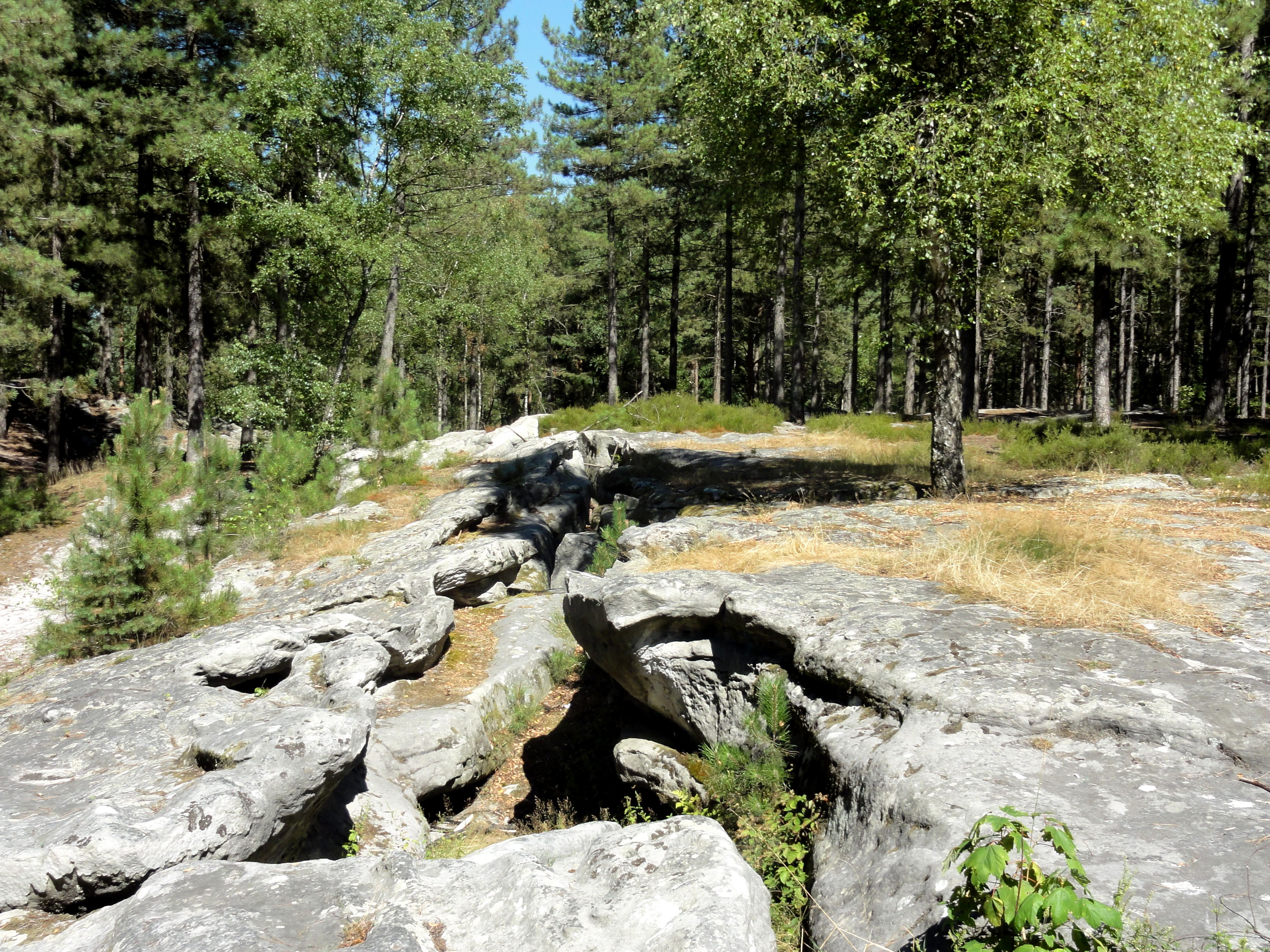
De duivelsgrot in het Forêt de Retz
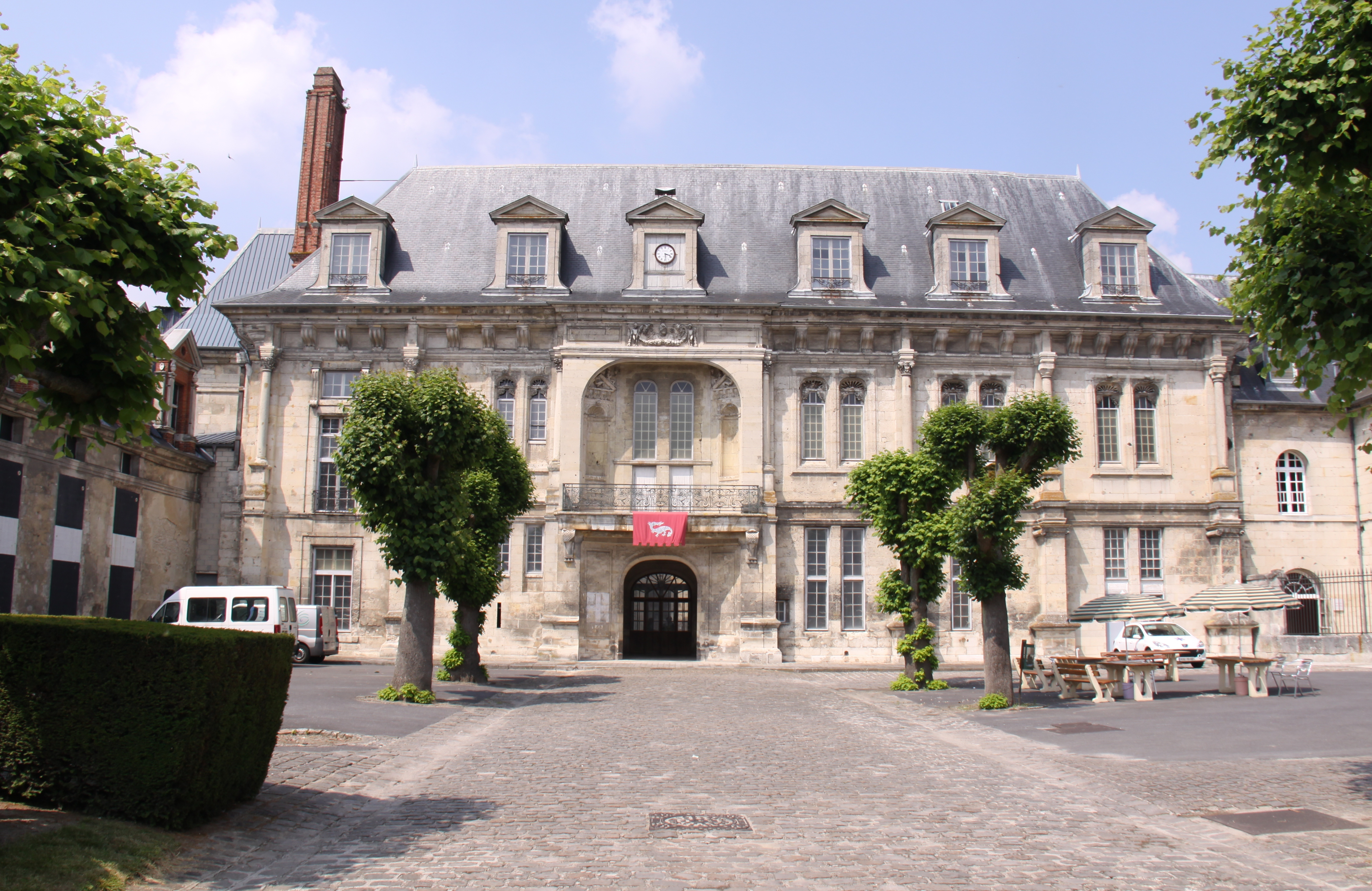
Château de Villers-Cotterêts